# Fonteferrea minutissima
Famille
Genre
Espèce
Fonteferrea minutissima, unique représentant du genre Fonteferrea et de la famille des Fonteferreidae, est une espèce d'araignées aranéomorphes.

## Distribution
Cette espèce est endémique d'Algarve au Portugal,. Elle se rencontre vers São Brás de Alportel.

## Description
Le mâle holotype mesure 0,75 mm.

## Systématique et taxinomie
Cette espèce a été décrite par Wunderlich en 2023.
Ce genre a été décrit par Wunderlich en 2023 dans les Fonteferreidae.
Cette famille a été décrite par Wunderlich en 2023.

## Publication originale
- Wunderlich, 2023 : « Contribution to the spider (Araneida) fauna of the Algarve, Portugal, with notes on the phylogeny of the superfamily Araneoidea and the description of the new araneoid family Fonteferridae. » Beiträge zur Araneologie, vol. 16, p. 4-112 & 231-233.